# Licuefacción de gases

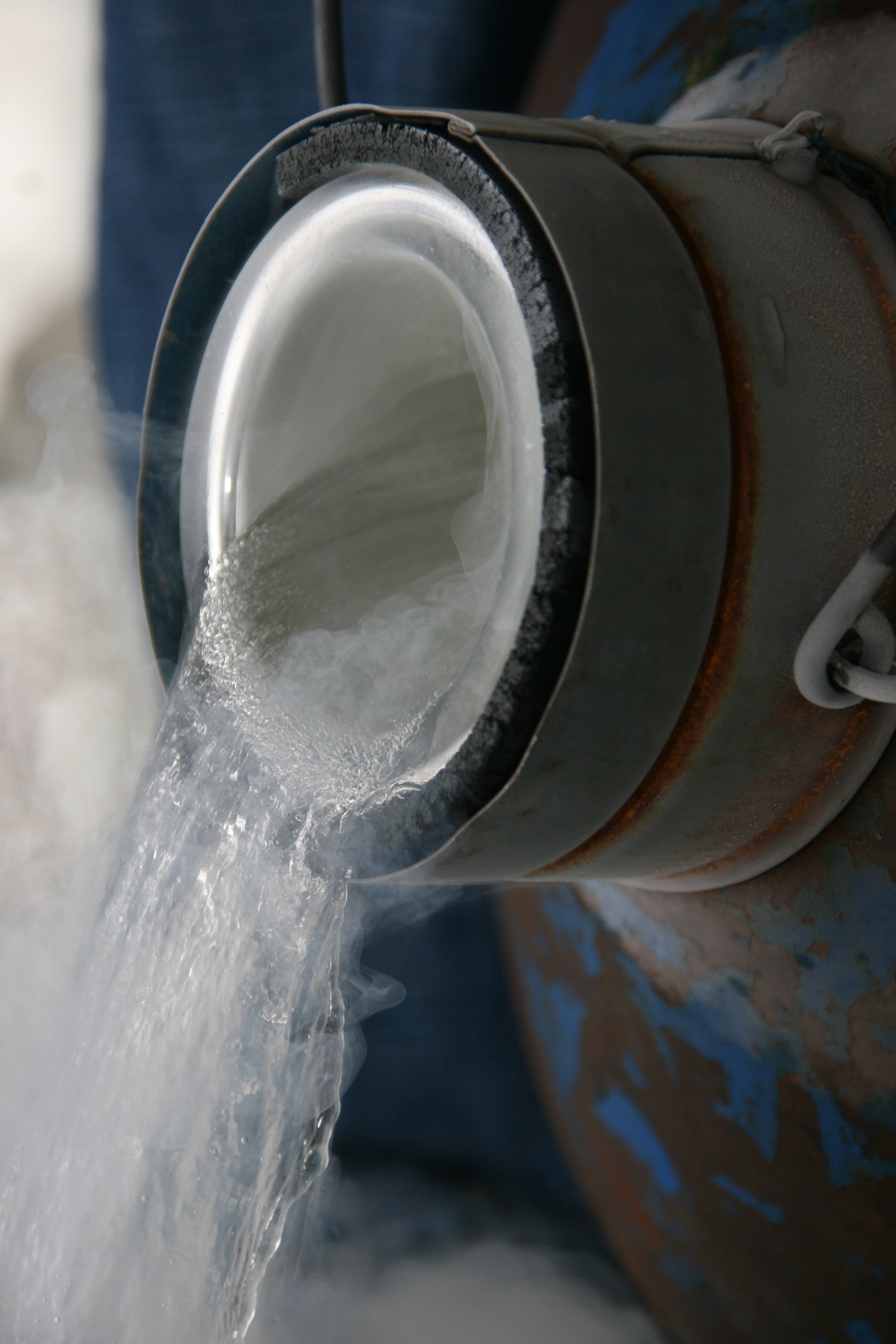
Nitrógeno líquido

Licuefacción o licuación de los gases es el cambio de estado que ocurre cuando una sustancia pasa del estado gaseoso al líquido, por el aumento de presión (compresión isoterma) y la disminución de la temperatura (expansión adiabática), llegando a una sobrepresión elevada.

## Historia
La licuefacción de los gases fue descubierta por Michael Faraday en el año 1823, al trabajar con amoníaco.
Fue descubierta al someter el amoniaco a grandes presiones y bajas temperaturas, obteniendo así la transformación de gas a líquido.

## Proceso
La licuefacción de gases incluye una serie de fases utilizada para convertir un gas en estado líquido. Los procesos se utilizan para fines científicos, industriales y comerciales. Muchos de los gases se pueden poner en estado líquido a presión atmosférica normal por simple refrigeración y otros como el dióxido de carbono, requieren presurización. 
La licuefacción de los gases es un proceso complicado que utiliza diferentes compresiones y expansiones para lograr altas presiones y temperaturas muy bajas, utilizando por ejemplo turboexpansores.

## Usos
La licuefacción de gases se utiliza para el análisis de las propiedades fundamentales de las moléculas de gas (fuerzas intermoleculares), para el almacenamiento de gases, por ejemplo: el GLP, y en la refrigeración y aire acondicionado. En estos, el gas licuado dentro del condensador, libera el calor de vaporización, y se evapora en el evaporador, donde el calor de vaporización es absorbido. El amoníaco fue el primero de estos refrigerantes, pero ha sido sustituido por compuestos derivados del petróleo y halógenos.
El oxígeno líquido se suministra a los hospitales para la conversión a gas para los pacientes que sufren de problemas respiratorios, y el nitrógeno líquido es utilizado en dermatología y en inseminación artificial para congelar el semen.
El cloro licuado es transportado para su eventual solución en el agua, tras lo cual se utiliza para la purificación del agua, el saneamiento de los desechos industriales, aguas residuales y piscinas, blanqueo de pasta de papel y textiles y la fabricación de tetracloruro de carbono, glicol y otros muchos compuestos orgánicos, así como el gas fosgeno, que se utilizó en la Primera Guerra Mundial en Flandes y en forma gaseosa en Ypres, Bélgica, aunque los depósitos estaban llenos de líquido.
La licuefacción de aire se utiliza para la obtención de nitrógeno, oxígeno y argón que están presentes en este, separando los componentes por destilación.
La licuefacción del helio (helio-4) con el ciclo de Linde-Hampson dio lugar a un Premio Nobel de física a Heike Kamerlingh Onnes en 1913. La presión en el punto de ebullición del helio líquido es de 4,22 K (-268,93 °C), por debajo de los 2,17 K el helio líquido tiene muchas propiedades asombrosas, como el efecto fuente o termomecánico, cuando al calentar ligeramente el helio líquido superfluido en un recipiente de boca muy estrecha, el líquido asciende hasta alcanzar la boca y salir por ella formando un surtidor, exhibiendo cero viscosidad.